# 東二見村
東二見村（ひがしふたみむら）は三重県度会郡にあった村。現在の伊勢市二見町の東部にあたる。

## 地理
- 海洋：二見浦
- 河川：五十鈴川派川

## 歴史
- 1889年（明治22年）4月1日 - 町村制の施行により、松下村・江村・三津村の区域をもって発足。
- 1908年（明治41年）5月1日 - 西二見村と合併して二見町が発足。同日東二見村廃止。

## 交通

### 鉄道路線
現在は旧村域に参宮線の二見浦駅・松下駅・池の浦シーサイド駅が所在するが、当時は未開業。

### 道路
現在は旧村域に伊勢二見鳥羽有料道路の二見ジャンクション・松下ジャンクションが所在するが、当時は未開通。

## 名所・旧跡・観光スポット・祭事・催事
- 二見興玉神社
- 神前・許母利・荒崎神社
- 粟皇子神社
- 堅田神社
- 江神社
- 太江寺